# 倫普河
50°35′49″N 8°22′53″E / 50.597°N 8.38134°E

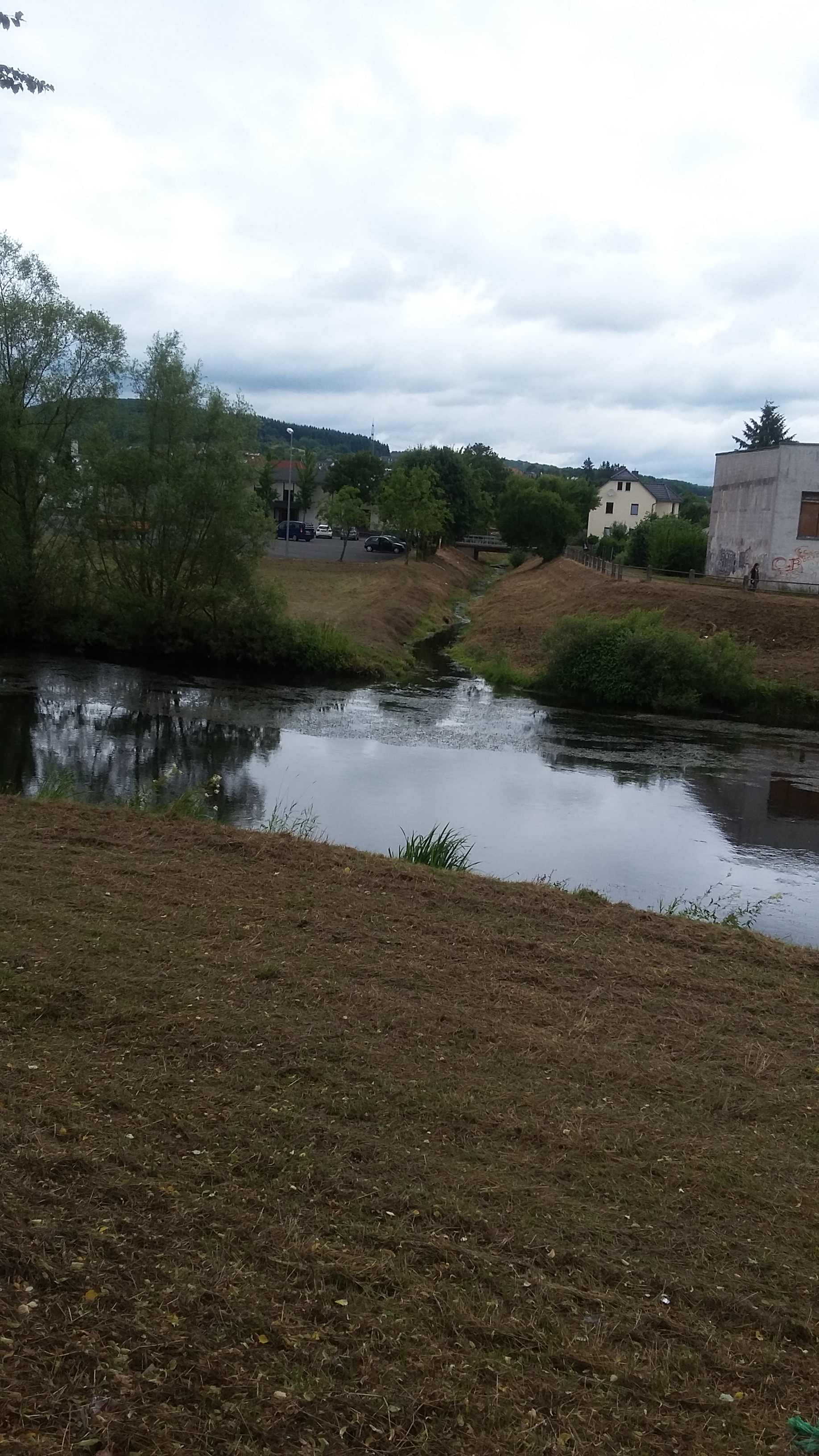
倫普河的河邊風景照片

倫普河（德語：Lemp），是德國的河流，位於該國中部，由黑森州負責管轄，屬於迪爾河的左支流，河道全長11.7公里，流域面積35平方公里，河口處在埃靈斯豪森。